# Дюкро, Жан Анри
Жан Анри́ Дюкро́ (фр. Jan Henri Ducroz, также Жан Дюкро́, фр. Jan Ducroz; род. 6 мая 1971, Шамони-Мон-Блан) — французский кёрлингист и тренер по кёрлингу.
В составе мужской сборной Франции участник зимних Олимпийских игр 2002 и 2010 годов (заняли соответственно десятое и седьмое места); участник семи чемпионатов мира (лучший результат — пятое место в 2008 и 2011), четырнадцати чемпионатов Европы (лучший результат — пятое место в 1992 и 2009). В составе юниорской мужской сборной Франции участник четырёх чемпионатов мира (серебряные призёры в 1992).
Играл на позициях второго, третьего, четвёртого. Несколько сезонов был скипом команды.

## Достижения
- Чемпионат мира по кёрлингу среди юниоров: серебро (1992).

## Команды
| Сезон   | Четвёртый         | Третий             | Второй             | Первый               | Запасной                                                             | Турниры                                                |
| ------- | ----------------- | ------------------ | ------------------ | -------------------- | -------------------------------------------------------------------- | ------------------------------------------------------ |
| 1987—88 | Тьерри Мерсье     | Лионель Турнье     | Christian Cossetto | René-Georges Wohlfei | Жан Анри Дюкро                                                       | ЧМЮ 1988 (9 место)                                     |
| 1989—90 | Жан Анри Дюкро    | Спенсер Мюнье      | Sylvain Ducroz     | Тома Дюфур           |                                                                      | ЧМЮ 1990 (9 место)                                     |
| 1990—91 | Жан Анри Дюкро    | Спенсер Мюнье      | Sylvain Ducroz     | Тома Дюфур           | Филипп Ко                                                            | ЧМЮ 1991 (9 место)                                     |
| 1991—92 | Жан Анри Дюкро    | Спенсер Мюнье      | Sylvain Ducroz     | Тома Дюфур           | Филипп Ко                                                            | ЧМЮ 1992                                               |
| 1992—93 | Клод Фейж         | Жан Анри Дюкро     | Даниэль Морателли  | Жоэль Индерган       | тренер: Тьерри Мерсье                                                | ЧЕ 1992 (5 место)                                      |
| 1992—93 | Клод Фейж         | Жан Анри Дюкро     | Даниэль Морателли  | Лоран Фленги         | Жоэль Индерган тренер: Тьерри Мерсье                                 | ЧМ 1993 (10 место)                                     |
| 1993—94 | Жан Анри Дюкро    | Кристиан Дюпон-Рок | Лионель Турнье     | Сирил Прюне          | Тьерри Мерсье                                                        | ЧЕ 1993 (6 место)                                      |
| 1995—96 | Жан Анри Дюкро    | Спенсер Мюнье      | Даниэль Козетто    | Тома Дюфур           | Лионель Турнье тренер: Патрик Филипп                                 | ЧЕ 1995 (8 место)                                      |
| 1996—97 | Жан Анри Дюкро    | Спенсер Мюнье      | Тома Дюфур         | Лионель Турнье       | Сирил Прюне                                                          | ЧЕ 1996 (13 место)                                     |
| 1997—98 | Жан Анри Дюкро    | Спенсер Мюнье      | Тома Дюфур         | Сирил Прюне          | Лионель Турнье тренер: Raymond Ducroz                                | ЧЕ 1997 (11 место)                                     |
| 1998—99 | Жан Анри Дюкро    | Спенсер Мюнье      | Тома Дюфур         | Лионель Турнье       | Сирил Прюне тренеры: Maurice Dupont-Roc, Андре Дюпон-Рок             | ЧЕ 1998 (13 место)                                     |
| 2000—01 | Доминик Дюпон-Рок | Жан Анри Дюкро     | Тома Дюфур         | Спенсер Мюнье        | Филипп Ко тренер: Бруно-Дени Дюбуа                                   | ЧЕ 2000 (7 место) ЧМ 2001 (6 место)                    |
| 2001—02 | Доминик Дюпон-Рок | Жан Анри Дюкро     | Тома Дюфур         | Спенсер Мюнье        | Филипп Ко                                                            | ЗОИ 2002 (10 место)                                    |
| 2002—03 | Доминик Дюпон-Рок | Жан Анри Дюкро     | Спенсер Мюнье      | Филипп Ко            | Жюльен Шарле                                                         | ЧЕ 2002 (9 место)                                      |
| 2005—06 | Тома Дюфур        | Филипп Ко          | Тони Анжибу        | Ришар Дюкро          | Жан Анри Дюкро тренер: Эрве Пуаро                                    | ЧЕ 2005 (11 место)                                     |
| 2006—07 | Тома Дюфур        | Тони Анжибу        | Жан Анри Дюкро     | Рафаэль Матьё        | Ришар Дюкро                                                          | ЧЕ 2006 (7 место)                                      |
| 2006—07 | Тома Дюфур        | Тони Анжибу        | Жан Дюкро          | Ришар Дюкро          | Рафаэль Матьё тренер: Даниэль Рафаэль                                | ЧМ 2007 (7 место)                                      |
| 2007—08 | Тома Дюфур        | Тони Анжибу        | Жан Дюкро          | Ришар Дюкро          | Рафаэль Матьё тренеры: Эрве Пуаро (ЧЕ), André Ferland (ЧМ)           | ЧЕ 2007 (7 место) ЧМ 2008 (5 место)                    |
| 2008—09 | Тома Дюфур        | Тони Анжибу        | Ришар Дюкро        | Жан Дюкро            | Рафаэль Матьё тренер: André Ferland                                  | ЧЕ 2008 (6 место)                                      |
| 2008—09 | Тома Дюфур        | Тони Анжибу        | Жан Дюкро          | Ришар Дюкро          | Рафаэль Матьё тренер: André Ferland                                  | ЧМ 2009 (8 место)                                      |
| 2009—10 | Тома Дюфур        | Тони Анжибу        | Жан Дюкро          | Ришар Дюкро          | Рафаэль Матьё тренер: André Ferland                                  | ЧЕ 2009 (5 место) ЗОИ 2010 (7 место) ЧМ 2010 (9 место) |
| 2010—11 | Тони Анжибу       | Тома Дюфур         | Лионель Ру         | Вильфрид Куло        | Жан Анри Дюкро тренеры: Phillippe Bertrand (ЧЕ), Жан Анри Дюкро (ЧМ) | ЧЕ 2010 (8 место) ЧМ 2011 (5 место)                    |

(скипы выделены полужирным шрифтом)

## Результаты как тренера национальных сборных
| Год  | Турнир                                        | Сборная               | Место |
| ---- | --------------------------------------------- | --------------------- | ----- |
| 2011 | Чемпионат мира по кёрлингу среди юниоров 2011 | Франция (юниоры жен.) | 10    |
| 2011 | Чемпионат мира по кёрлингу среди мужчин 2011  | Франция (мужчины)     | 5     |

## Частная жизнь
Из семьи кёрлингистов: его отец играл в кёрлинг и по его примеру Жан Анри и его младший брат Ришар в 1980-х годах начали заниматься кёрлингом. В дальнейшем Жан Анри и Ришар несколько сезонов играли в одной команде, выступали на зимних Олимпийских играх 2006, чемпионатах мира и Европы.